# Aaron Ashmore
Pour les articles homonymes, voir Ashmore.
Aaron Ashmore est un acteur canadien, né le 7 octobre 1979 à Richmond en Colombie-Britannique. Il se fait connaître grâce aux rôles de Jimmy Olsen dans Smallville, ainsi que Steve Jinks dans Warehouse 13 et l'oncle Duncan dans Locke and key.

## Biographie
Aaron Ashmore né le 7 octobre 1979 à Richmond en Colombie-Britannique. Il a un frère jumeau, Shawn Ashmore, également acteur connu pour son rôle dans les X-Men, plus jeune que lui d'une minute.
À l'âge de dix ans, ils sont découverts par un agent et commencent à tourner des publicités ensemble. Au fil du temps, leurs routes se séparent et ils commencent leur carrière chacun de leur côté.
Avec son frère, ils ont un tatouage "GMA" sur leurs poignets qui signifie "Good Man Ashmore". Leur grand-père avait un tatouage similaire.

## Carrière
Aaron Ashmore commence sa carrière en 1993 au cinéma dans le film Married to It d'Arthur Hiller, et dans un épisode de la série télévisée Fais-moi peur !
Trois ans plus tard, on le retrouve à la télévision dans Un tandem de choc, il enchaîne les apparitions dans les séries avec Animorphs, Jett Jackson, Nikita, Destins croisés, avant de trouver un rôle plus important en 2004 dans Veronica Mars.
En 2005, il joue aux côtés de Michael Fassbender dans le téléfilm Winnie, un ourson de légende et les séries À la Maison-Blanche et Missing : Disparus sans laisser de trace.
En 2006, il obtient le rôle d'Henry James Olsen dans Smallville.
En 2009, il quitte son rôle dans Smallville et joue dans la mini-série d'horreur Fear Island : L'Île meurtrière avec Haylie Duff, Lucy Hale et Kyle Schmid.
L'année 2010 est prolifique, puisqu'il apparaît dans de nombreuses séries telles que : Private Practice, Fringe, ou encore Les Experts : Manhattan, il débute également dans US Marshals : Protection de témoins, où il restera deux ans.
En 2011, il est présent dans Lost Girl et Warehouse 13 : il restera dans ces séries quelques années.
En 2015, il tourne avec Emma Watson, Ethan Hawke, David Thewlis dans Régression d'Alejandro Amenábar et obtient un rôle dans Killjoys jusqu'en 2019, il joue après cela dans plusieurs épisodes de Cardinal et Designated Survivor.
L'année suivante, il obtient un rôle secondaire dans la série de Netflix, Locke and Key et en tant que guest dans Private Eyes. Il joue également dans le film Tammy's Always Dying avec Felicity Huffman.

### Vie privée
Depuis 2014, il est marié avec Zoë Kate. Ils ont deux filles, Esme (née en 2015) et Margot (née en 2019).

## Filmographie

### Longs métrages
- 1991 : Pour le meilleur et pour le rire (Married to It) de Arthur Hiller : Un étudiant
- 2001 : Treed Murray de William Phillips : Dwayne
- 2003 : The Safety of Objects de Rose Troche : Bobby Christianson
- 2004 : My Brother's Keeper de Jordan Barker : Eric / Lou Woods
- 2007 : Palo Alto, CA de Brad Leong : Alec
- 2008 : The Stone Angel de Kari Skogland : Matt
- 2008 : Christmas Cottage de Michael Campus : Pat Kinkade
- 2010 : The Shrine de Jon Knautz : Marcus
- 2011 : Conception de Josh Stolberg : Eric
- 2011 : Servitude de Warren P. Sonoda : Chase Vanhaver
- 2014 : I Put a Hit on You de Dane Clark et Linsey Stewart : Ray
- 2015 : Régression d'Alejandro Amenábar : George Nesbitt
- 2018 : 22 Chaser de Rafal Sokolowski : Sean
- 2020 : Tammy's Always Dying d'Amy Jo Johnson : Reggie Seamus
- 2020 : Sugar Daddy de Wendy Morgan Pardo : Angus
- 2021 : The Retreat de Pat Mills : James
- 2023 : Suze de Dane Clak et Linsey Stewart : Rick

### Courts métrages
- 2004 : Safe de Kris Booth : Bobby
- 2010 : Old West de Jon Knautz : Daniel
- 2014 : Mariage arrangé (Arranged) de Renuka Jeyapalan : Jack H
- 2021 : Things We Feel But Do Not Say de Lauren Grant : Mark

### Téléfilms
- 1993 : Les cendres de la gloire (Gross Misconduct : The Life of Brian Spencer) d'Atom Egoyan : Byron Spencer jeune
- 1999 : Mon combat pour la vérité (The Return of Alex Kelly) de Ted Kotcheff : Luke Lawson
- 1999 : Le dernier aveu (Love Letters) de Stanley Donen : Bob Bartram
- 2000 : Run the Wild Fields de Paul A. Kaufman : Charlie Upshall
- 2001 : Seuls dans le noir (Blackout) de James Keach : Le deuxième fils
- 2001 : Haven de John Gray : Myles Billingsley Jr.
- 2001 : Une nouvelle vie (The Familiar Stranger) d'Alan Metzger : Chris Welsh
- 2001 : Le prix de la perfection (Dying to Dance) de Mark Haber : Jason
- 2001 : Le porte-bonheur de Brigitte Berman : Jean-Philippe
- 2002 : Charms for the Easy Life de Joan Micklin Silver : Ted
- 2002 : Conviction de Kevin Rodney Sullivan : Whiff
- 2002 : Le Visiteur de Noël (A Christmas Visitor) de Christopher Leitch : John Boyajian
- 2003 : Les hommes du Pentagone (The Pentagon Papers) de Rod Holcomb : Randy Kehler
- 2004 : Un rêve à l'épreuve (Brave New Girl) de Bobby Roth : Tyler
- 2004 : Prom Queen (Prom Queen : The Marc Hall Story) de John L'Ecuyer : Marc Hall
- 2004 : A Separate Peace de Peter Yates : Chad
- 2005 : Winnie, un ourson de légende (A Bear Named Winnie) de John Kent Harrison : Caporal Randy Taylor
- 2009 : Fear Island : L'Île meurtrière (Fear Island) de Michael Storey : Mark
- 2009 : The Thaw de Mark A. Lewis : Atom Galen
- 2015 : Ballet Meurtrier (Swept Under) de Michel Poulette : Nick
- 2015 : Un petit cadeau du Père Noël (Wish Upon a Christmas) de Terry Ingram : Jesse
- 2020 : Un Noël qui vient du cœur (The Santa Squad) de John Bradshaw : Gordon Church
- 2020 : Elève modèle, mensonges mortels (Pretty Cheaters, Deadly Lies) de Leo Scherman : Counselor Parker
- 2022 : Mon cœur à prendre (How to Find Forever) de John Bradshaw : Curtis Richards
- 2024 : Ainsley McGregor Mysteries: A Case for the Winemaker de Martin Wood : Jake
- 2025 : A Change in Heart de Jason James : Marshall
- 2025 : Ainsley McGregor Mysteries: A Case for the Yarn Maker de Martin Wood : Jake

### Séries télévisées
- 1993-2000 : Fais-moi peur ! (Are You Afraid of the Dark?) : Billy / Jake
- 1996 : Un tandem de choc (Due South) : Un garçon
- 1998 : Animorphs : Jake Double
- 1999 : Émilie de la nouvelle lune (Emily of New Moon) : Harrison Bowles
- 2000 : Jett Jackson (The Famous Jett Jackson) : Robert
- 2000 : Nikita (La Femme Nikita) : Neil Hudson
- 2000 : Destins croisés (Twice in a Lifetime) : Paul Harper
- 2002-2005 : The Eleventh Hour : Taz Thomas / Trevor Gordon
- 2004 - 2005 : Veronica Mars : Troy Vandegraff
- 2005 : À la Maison-Blanche (The West Wing) : Trevor
- 2005 : Missing : Disparus sans laisser de trace (1-800-Missing) : Colin McNeil
- 2006-2009 : Smallville : Henry James Olsen
- 2010 : The Bridge : Ben
- 2010 : Private Practice : Carl
- 2010 - 2012 : US Marshals : Protection de témoins (In Plain Sight) : Scott Griffin
- 2010 : Fringe : Matthew Rose
- 2010 : Les Experts : Manhattan (CSI : NY) : Cam Vandemann
- 2011 : The Listener : Peter Duquette
- 2011 : XIII, la série (XIII: The Series) : Dylon Masters
- 2011 - 2012 : Lost Girl : Nate
- 2011 - 2014 : Warehouse 13 : Steve Jinks
- 2012 : Les Enquêtes de Murdoch (The Murdoch Mysteries) : Jack London
- 2015-2019 : Killjoys : John Jaqobis
- 2017 : Ransom : Sydney Graves
- 2019 : Cardinal : Randall Wishart
- 2019 : Designated Survivor : Phil Burton
- 2020 -  2022 : Locke and Key : Duncan Locke
- 2020 : Private Eyes : Larry Bateman
- depuis 2022 : SkyMed : Capitaine William « Wheezer » Heaseman
- 2023 : Accused : Max
- depuis 2023 :  Ginny & Georgia (saison 2) : Gil Timmins

## Voix francophones
En France, Stéphane Pouplard est la voix régulière d'Aaron Ashmore depuis Smallville, en 2006. Anatole de Bodinat et Fabrice Trojani l'ont également doublé à trois et deux reprises.
En France
| - Stéphane Pouplard : - Smallville (série télévisée) - Les Toiles de Noël - The Thaw - Les Experts : Manhattan (série télévisée) - The Bridge (série télévisée) - Private Practice (série télévisée) - Fringe (série télévisée) - US Marshals : Protection de témoins (série télévisée) - Warehouse 13 (série télévisée) - Régression - Ballet Meurtrier (téléfilm) - Un petit cadeau du Père Noël (téléfilm) - Ransom (série télévisée) - Cardinal (série télévisée) - Hudson et Rex (série télévisée) - Élève modèle, mensonges mortels (téléfilm) - Private Eyes (série télévisée) - Ginny & Georgia (série télévisée) | - Anatole de Bodinat dans : - Le Visiteur de Noël - Killjoys (série télévisée) - SkyMed (série télévisée) - Fabrice Trojani dans (les séries télévisées) : - Veronica Mars - Locke & Key Et aussi - Tristan Petitgirard dans Missing : Disparus sans laisser de trace (série télévisée) - Michel Barrio dans Fear Island : L'Île meurtrière - Mark Lesser dans The Listener (série télévisée) - Olivier Jankovic dans XIII, la série (série télévisée) - Sébastien Ossard dans Designated Survivor (série télévisée) - Marc Weiss (Belgique) dans Mon cœur à prendre (téléfilm) |

Au Québec
- Renaud Paradis dans :
  - Entre l'arbre et l'écorce
  - Dommage collatéral (téléfilm)
- Claude Gagnon dans :
  - La Reine du Bal (téléfilm)
  - Régression
- Jean-François Beaupré dans Le confort des objets